# Feuerwehrfahrzeuge in Österreich/Feuerwehrkräne im Burgenland
Dies ist eine Unterseite des Artikels Feuerwehrfahrzeuge in Österreich.
Bei Technischen Einsätzen ist ein Feuerwehrkran ein sehr wichtiges Hilfsmittel. Im Burgenland ist derzeit bei verschiedenen Wehren ein Kran im Einsatz. Zu den Kränen zählen auch Schwere Rüstfahrzeuge (SRF) und Wechselladerfahrzeuge (WLF) mit Kran dazu.

## Stärkstes Kranfahrzeug im Burgenland
Das mit einer Hubkraft von 2000 kg bei 17 m wohl stärkste Kranfahrzeug im Burgenland ist bei der Ortsfeuerwehr Kobersdorf stationiert.
Das Fahrzeug wurde 2003 von der Firma Oberndorfer angekauft und mit freiwilligen Arbeitsstunden der Feuerwehrmitglieder selbst für den Feuerwehrdienst umgebaut. Er erzielt mit dem Arbeitskorb eine Hubhöhe von 22 m.
| Fabrikat:                | MAN F90 – Allrad         |
| Baujahr:                 | 1989                     |
| Leistung:                | 360 PS                   |
| Besatzung:               | 3 Personen               |
| Kran:                    | 45 to/m (bei 17 m: 2 to) |
| Hubhöhe mit Arbeitskorb: | 22 m                     |

Das Fahrzeug ist mit diversen Ausrüstungsgegenständen bestückt, das sind z. B. diverse Ketten, Gehänge, Hebekissen, Hebegurte, Hebekreuz, Arbeitskorb, Motorsägen, Schanzwerkzeuge und diverse Anschlagmittel. Das Einsatzgebiet ist derzeit sehr beschränkt. Es wird grundsätzlich nurmehr für Einsätze im Ortsgebiet verwendet. Zu früheren Zeiten wurde der Kran bei verschiedenen Fahrzeugbergungen und anderen technischen Einsätzen im ganzen Bezirk alarmiert sowie bei Einsätzen auf der Burgenland Schnellstraße S31. Kobersdorf besitzt zwar eine Schnellstraßenauffahrt Richtung Eisenstadt, diese wird aber in der neuen Ausrückemeldung nicht mehr berücksichtigt.

## Kranfahrzeuge im Burgenland

### Kran Jennersdorf
Die 1883 gegründete Feuerwehr Jennersdorf stellte 2019 einen Actros-Kran in Dienst.
- Marke: Mercedes
- Modell: Actros
- Leistung Motor: 400 kW (550 PS)
- Baujahr: 2010
- Gewicht: 26.000 kg
- Besatzung: 1:1
- Ausstattung: Ladekran 30 mt, Holzgreifer mit Rotator, Krankorb, Palettengabel, Ausrüstung (Anschlagmittel) für PKW-Bergungen.
- Aufbau: Eigenbau

### Wechselladerfahrzeug mit Kran (WLF-K) Neckenmarkt
Seit Dezember 2022 besitzt die Gemeinde Neckenmarkt das neue Wechselladerfahrzeug inklusive zweier unterschiedlicher Wechsellader-Aufbauten.
| Fahrzeugtyp            | DAF FAX 85 CF 460 / 8x2                                                                                 |
| Motorleistung          | 340 kW (460 PS)                                                                                         |
| Getriebe               | Schaltgetriebe, 2x8 Vorwärtsgänge, 2x1 Rückwärtsgang                                                    |
| Feuerwehrtechn. Ausbau | Rosenbauer – Leonding                                                                                   |
| Fahrzeugabmessungen    | 9,5 m × 2,55 m × 3,6 m (LBH)                                                                            |
| Höchstzul. Gesamtmasse | 32.000 kg                                                                                               |
| Ladekran               | Palfinger PK 18002-EH                                                                                   |
| Hakengerät             | Palfinger PALIFT T20                                                                                    |
| Baujahr                | 2011, seit 2020 bis 2022 in Verwendung der FF Donnerskirchen seit 2023 in Verwendung von FF Neckenmarkt |
| Sitzplätze             | 1:1 |

## Schwere Rüstfahrzeuge (SRF) Stützpunkte des Burgenlandes
Grundsätzlich besitzt jeder Bezirksstützpunkt ein SRF.

### SRF Pinkafeld
Es wird bei allen technischen Einsätzen sowie bei allen Gefahrguteinsätzen in der Stadtgemeinde Pinkafeld im Bezirk Oberwart eingesetzt.
- Aufbau: Firma Rosenbauer
- Funkrufname: „Rüst Pinkafeld“
- Besatzung: 1:2
- Fahrzeug: MAN TGS
- Ladekran (PK23000)
- Hydraulische Seilwinde (Rotzler 8t)
- Pflichtbeladung

### SRF Oberwart
Das Haupteinsatzgebiet des Schweren Rüstfahrzeuges der Stadtfeuerwehr Oberwart sind die Technischen bzw. die Gefahrguteinsätze. Für die Menschenrettung wird ein hydraulischer Rettungssatz der Marke Weber mit Schere, Spreizer und Stempel mitgeführt. Neben einem starken Heckkran mit einer Kranseilwinde verfügt das Fahrzeug außerdem noch über eine Polylöschanlage, die speziell für Fahrzeugbrände geeignet ist.
- Fahrgestell: MAN TGA 18.410 mit Allradantrieb
- Leistung: 301 kW/410 PS
- Baujahr: 2005Sr
- Aufbau: Rosenbauer
- Besatzung: 1:2
- Ladekran: Palfinger Kran PK16502D
- 8 t Seilwinde
- Pflichtbeladung

### SRF Güssing
Die Stadtfeuerwehr Güssing setzt einen MAN 19.414 bei allen technischen Einsätzen, wie z. B. Fahrzeugbergung, Öl-Spuren, im Bezirk Güssing ein.
- Fahrgestell: MAN 19.414
- Baujahr: 2003
- Motorleistung: 302 kW/413 PS
- Gesamtmasse: 19.000 kg
- Aufbau: Rosenbauer
- Ladekran Palfinger 16 mt
- Pflichtbeladung

### SRF Jennersdorf
Das Schwere Rüstfahrzeug ist das am umfangreichsten ausgestattete Fahrzeug der Stadtfeuerwehr Jennersdorf. Es ist vor allem für die Hilfeleistung bei Verkehrsunfällen und Elementarereignissen konzipiert. Genauso kann es aber auch bei Brandeinsätzen und Gefahrguteinsätzen eingesetzt werden.
- Fahrgestell: Mercedes-Benz Actros 1841 4x4
- Leistung: 408 PS
- Gewicht: 18.000 kg
- Baujahr: 2007
- Aufbau: Marte
- Ausstattung: Allradantrieb, Ladekran Palfinger 16502C mit Kranseilwinde (Zugkraft 25 kN), 50 kVA Einbaugenerator, pneumatischer Lichtmast mit 2*1500W Halogenstrahler elektrisch ausrichtbar, hydraulische Seilwinde Rotzler Treibmatic TR080 (Zugkraft 80 kN), div. Anschlagmittel, Seilverlängerung, Hebe- und Dichtkissen (Vetter), Hydraulisches Rettungsgerät (Weber) mit Zubehör, elektrischer EX Geschütztes Be- und Entlüftungsgerät (MSA-Auer) mit Leichtschaumaufsatz Saug- und Drucklutten, Motorsäge (Stihl), Rettungssäge, Türöffnungsset, div. Werkzeug, Schanzzeug, Absperrausrüstung, Bergekreuz, Ölbindemittel, Chemikalienvlies, 300 l Wassertank, Hochdruckpumpe (40 bar), mobiler 2,5-kVA-Stromgenerator (Honda), 1 Beleuchtungsballon, 2 Tauchpumpen, 1 Schmutzwasserpumpe (MAST), 2 Handscheinwerfer, 2 Handfunkgeräte, mobiler Kompressor, Druckluftmembranpumpe, Schlagbohrmaschine; Korbtrage (Spencer), Schaufeltrage, Notrettungsset (Haberkorn), uvm.

### SRF Oberpullendorf
Seit November 2011 ersetzt bei der Stadtfeuerwehr Oberpullendorf ein 600.000 € teurer MAN TGS 18/440 das alte, 1984 in den Dienst gestellte schwere Rüstfahrzeug. Es wird im gesamten Bezirk Oberpullendorf eingesetzt.
- Fahrgestell: MAN TGS 18/440
- Kran: Marke Palfinger 18002C mit Rotator, 2-Schalengreifer, Hebekreuz hydr., Holzgreifer, Arbeitskorb
- Winde: Rotzler Treibmatic 8to/55m Seillänge
- Einbaugenerator: 40KVA 1 × 400V 32A, 2 × 400V 16A, 3 × 230V 16A
- Lichtmast: 4 × 1000 Watt, 6,5 m ausfahrbar, dreh- u. schwenkbar m. Fernbedienung
- Löschanlage: OERTZEN Hochdrucklöschanlage mit 200l Wasser und Schaumzumischer
- Fahrerkabine: 1 × Funkgerät Motorola GM360; 2x Handfunkgerät Motorola GP340 m. Ladegerät; Steuerung für Winde, Umfeldbeleuchtung, Verkehrsleiteinrichtung, Blaulicht; Handsuchscheinwerfer; 1x Handscheinwerfer; 1 × Dräger Gasmessgerät X-am 1700; 1 × Clipboard mit Einsatzunterlagen und Schreibmöglichkeit; 1 × GPS-Buddy-System; Rückfahrkamera; 2 × Winkerkelle; Vorbereitung f. Tetra-Funk

### SRF Mattersburg
Die Freiwillige Feuerwehr der Gemeinde Mattersburg verwendet bei vielen technischen Einsätzen im ganzen Bezirk Mattersburg einen allradgetriebenen Actros 181 AK.
- Fahrgestell: Mercedes-Benz Actros 1841 AK
- Baujahr: 2007
- Aufbau: Marte
- Gesamtgewicht: 18.000 kg
- Leistung: 408 PS
- Ladekran Palfinger PK 16502
- Pflichtbeladung

### SRF Eisenstadt
Die Freiwillige Stadtfeuerwehr Eisenstadt setzt einen STEYR 19 S 34 ein, der nach Baurichtlinie des LFV Bgld pflichtbeladen wird.
- Fahrgestell: STEYR 19 S 34
- Kennzeichen: FW 114 E
- Motor: 9973 cm³ (D2865LF21, 6 Zylinder, Diesel)
- Leistung: 250 kW (340 PS)
- Aufbau: Rosenbauer+ HIAB 195-4
- Besatzung: 1:5
- Funkrufname: Rüst Eisenstadt

### SRF Neusiedl am See
Der Einsatzbereich des MAN FE 19.410 der Stadtfeuerwehr Neusiedl am See erstreckt sich über den ganzen Bezirk Neusiedl am See.
- Marke: MAN
- Typ: FE 19.410
- Baujahr: 2003
- Leistung: 414 PS
- Gesamtgewicht: 19.000 kg
- Aufbau: Rosenbauer
- Funkrufname: Rüst Neusiedl am See